# 合羽

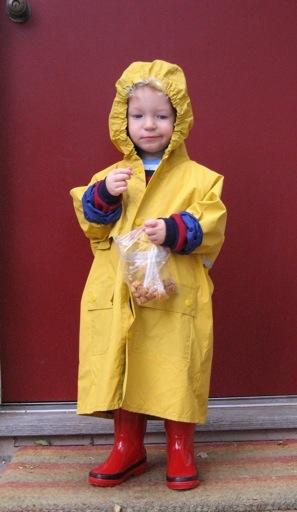
レインコートを着た子ども

合羽（かっぱ、ポルトガル語: capa）は、防寒具あるいは雨具の一種。

## 概要
日本には伝統的な雨具に蓑があったが、15世紀に南蛮渡来の品としてラシャで作られた合羽がもたらされ、「南蛮蓑」と呼ばれた。
合羽はポルトガル語の「capa」の音写語である（ただし、ポルトガル語のcapaは雨衣だけでなく本のカバーやCDケース、ソファに掛ける布など中身を保護するための覆いを意味している）。本来は外来語だが、新聞等では国語化しているものとして扱われ、通常は片仮名ではなく平仮名で「かっぱ」と書かれる。
ラシャの合羽は戦国武将の間に広まった。一方、庶民の間では桐油と柿渋を引いた紙（和紙）製のものや木綿製のものが用いられたが、日常では蓑を用い、合羽は主に遠出の道中用であった。
江戸初期の雨合羽は織物製で油紙製はなかったが、道中合羽には武士が多く用いた袖合羽や庶民が多く用いた丸合羽（通称引き回し）があった。和服に合わせた袖合羽は元禄期以降に一般化した。
渋紙を用いた雨合羽は、正徳年間に鳥居本宿の馬場弥五郎（後の坂田屋弥五郎）が長崎（一説には堺）でオランダの合羽を見て製法を習得あるいは発案したものという。また、同地では享保5年（1720年）に松本弥五郎が雨合羽の製造を始めたともいう。
江戸時代には中入れに渋紙や桐油紙を入れて着物仕立てにした袖合羽（半合羽）が登場し、これを防寒着にした座敷合羽や鷹匠が用いる鷹匠合羽（のちに被布や道行コートに発展）も用いられるようになった。なお、雨衣に使用される油紙も「合羽」と称され、生花などを包む花合羽や荷物や荷車に付ける荷合羽があった。
明治時代に入るとラシャ製で蓑の形をしたとんびが大流行した。
一方で従来の丸合羽は明治初頭にはマントとなり、さらに雨具としての合羽はレインコートに転じていった。